# Eduardo Júlio Janvrot
Eduardo Júlio Janvrot (Paris, 8 de outubro de 1831 – Rio de Janeiro, 29 de setembro de 1892) foi um farmacêutico brasileiro.
Graduado em farmácia pela Faculdade de Medicina do Rio de Janeiro em 1854. Foi eleito membro da Academia Nacional de Medicina em 1859, com o número acadêmico 83, na presidência de Manuel Feliciano Pereira de Carvalho.